# LKAB

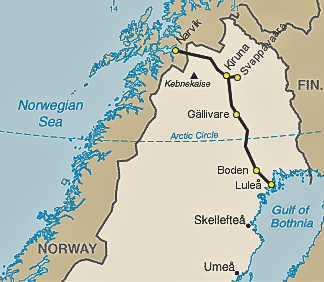
Kaart van regio en spoorlijn

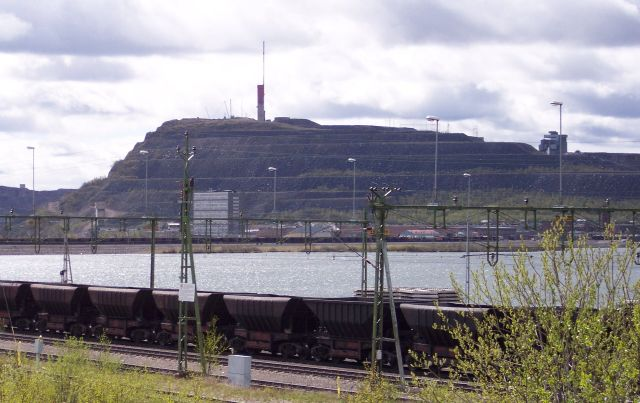
LKAB mijn in Kiruna met ertsspoorlijn op de voorgrond

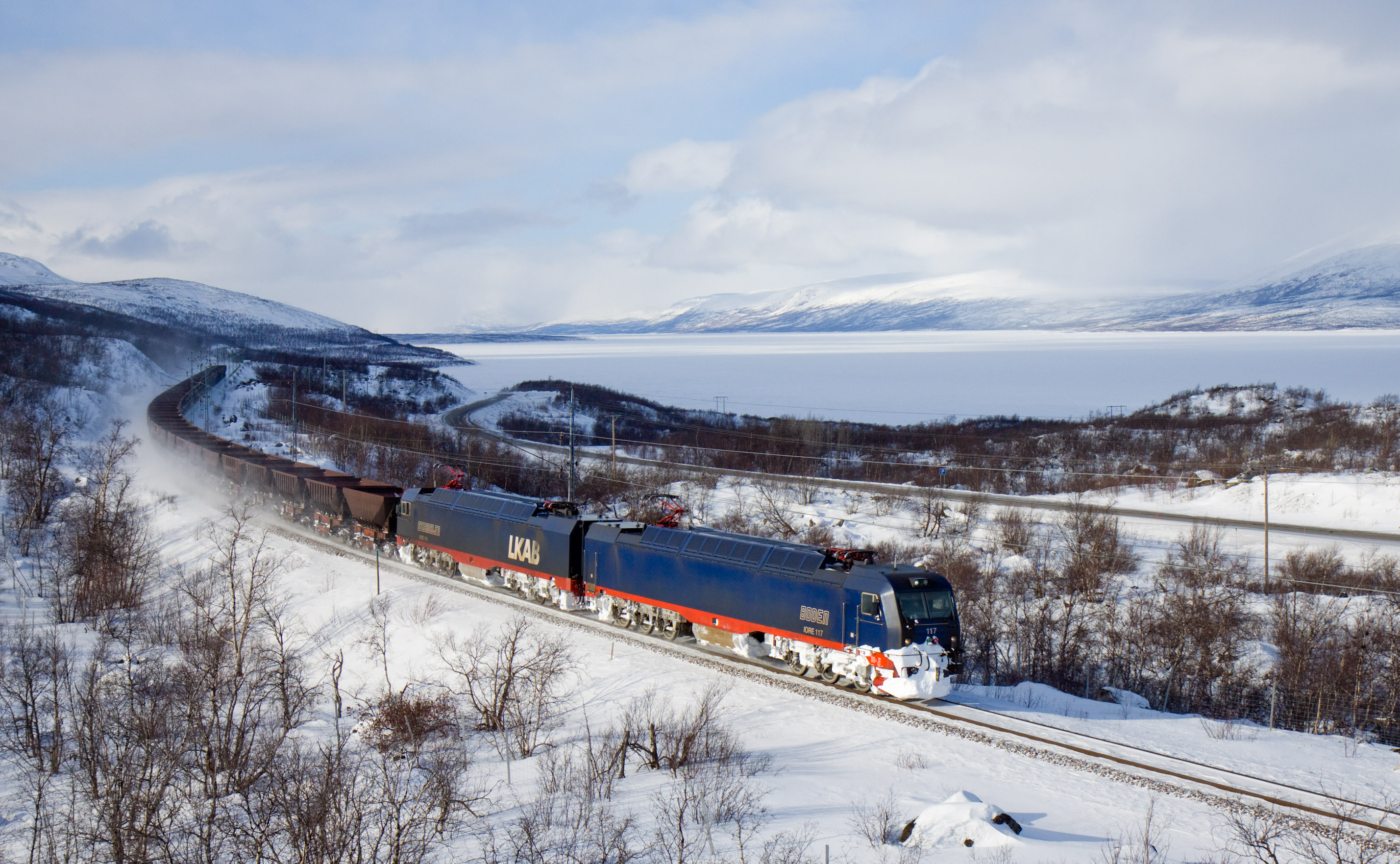
LKAB trein met lege ertswagons onderweg

Luossavaara-Kiirunavaara Aktiebolag (LKAB) is een Zweeds mijnbedrijf. Het belangrijkste product is ijzererts dat wordt gewonnen in de omgeving van Kiruna en Malmberget in het noorden van het land. Het bedrijf werd opgericht in 1890 en is sinds 1957 nagenoeg volledig in handen van de Zweedse staat.

## Activiteiten
LKAB heeft diverse mijnen. Het erts zit diep in de grond en kan niet meer door middel van dagbouw worden gewonnen. De mijn in Kiruna is de grootste ondergrondse ertsmijn ter wereld en de mijn in Malmberget staat op nummer twee. Het Zweedse woord “malm” betekent overigens erts. In Svappavaara liggen ook mijnen, deze zijn pas relatief recent geopend en laten nog een snelle stijging van de productie zien. In 2023 produceerde LKAB 26 miljoen ton erts.
Het ijzererts wordt verwerkt tot pellets of sinters en per trein vervoerd naar Narvik in Noorwegen en Luleå in Zweden. De staalfabriek van SSAB in Luleå is een belangrijke binnenlandse afnemer, maar het erts wordt ook in schepen geëxporteerd. Via Narvik wordt zo’n 20 miljoen ton naar klanten vervoerd en via Luleå zo’n 6 miljoen ton. Het erts wordt wereldwijd afgezet, maar de belangrijkste klanten zitten in Europa. Hier wordt ongeveer twee derde van al het erts afgezet. Via Luleå worden vooral klanten bevoorraad rond de Oostzee. De haven van Luleå is niet het gehele jaar ijsvrij, maar die van Narvik, dankzij de warme Golfstroom, wel. Via Narvik kan het gehele jaar door erts worden verscheept.
Het bedrijf telt zo’n 4600 medewerkers, waarvan minder dan 500 buiten Zweden. LKAB is een kleine producent in vergelijking tot het Braziliaanse Vale of de Australische bedrijven Rio Tinto en BHP Billiton. LKAB heeft wel als voordelen dat het zeer zuiver ijzererts levert en dicht bij de Europese afnemers zit. Ongeveer twee derde van de omzet van LKAB wordt in Europa gerealiseerd. Iets meer dan 80% van de omzet wordt behaald met de verkoop van ertspellets.
LKAB is sinds 1989 aandeelhouder in SSAB. Het had lange tijd een belang van 5,1%, maar heeft dit verhoogd naar 10,5% in februari 2020. Met SSAB werkt het aan een proeffabriek HYBRIT (Hydrogen Breakthrough Ironmaking Technology) waar staal wordt gemaakt met waterstof en niet langer met cokes uit steenkool. Bij dit nieuwe proces neemt de uitstoot van CO2 sterk af omdat het waterstof wordt gemaakt met duurzame elektriciteit van waterkrachtcentrales.
In januari 2023 raakte bekend dat nabij Kiruna een grote voorraad zeldzame aardmetalen is gevonden, die belangrijk zijn voor accu's en windmolens. De Per Geijer vondst, zeer dicht in de buurt van de bestaande mijnen van LKAB, bestaat uit 500 miljoen ton ijzererts met als belangrijke bijproducten fosfaat, een belangrijk bestanddeel van kunstmest, en zo'n 1 miljoen ton aan zeldzame aardeoxides. In juni 2023 werden consultaties opgestart als voorbereiding op een nog in te dienen vergunningaanvraag, het kan volgens LKAB nog 10 tot 15 jaar duren voordat de eerste grondstoffen op de markt komen. Het is de grootste vondst van zeldzame aarde in Europa en ontginning hiervan maakt Europa minder afhankelijk van China.
In november 2022 nam LKAB een belang in het Noorse bedrijf REEtec. Dit bedrijf heeft een nieuwe methode ontwikkeld om zeldzame aardmetalen uit ertsen te winnen. Een proeffabriek in Herøya, een stadsdeel van Porsgrunn in Noorwegen, is in aanbouw en kan in het tweede halfjaar van 2024 in productie komen. Deze fabriek kan jaarlijks 720 ton neodymium en praseodymium produceren, equivalent aan 5% van de vraag in Europa.

### Resultaten
LKAB levert redelijk consistent zo'n 26 miljoen ton ijzererts per jaar. De prijs van het erts fluctueert afhankelijk van vraag en aanbod en verder speelt de wisselkoers van de Amerikaanse dollar en de Zweedse kroon een belangrijke rol. De wereldmarktprijs luidt in dollars en in 2021 lag de prijs gemiddeld op US$ 160 per ton en daalde naar US$ 120 per ton in 2022 en 2023.
| Jaar | Omzet              | Bedrijfs- resultaat | Netto- resultaat   | IJzererts geleverd (× miljoen ton) | IJzererts prijs (× US$/ton) | Werknemers |
| Jaar | (in miljoenen SEK) | (in miljoenen SEK)  | (in miljoenen SEK) | IJzererts geleverd (× miljoen ton) | IJzererts prijs (× US$/ton) | Werknemers |
| ---- | ------------------ | ------------------- | ------------------ | ---------------------------------- | --------------------------- | ---------- |
| 2005 | 14.337             | 6109                | 4547               | 23,2                               |                             | 2563       |
| 2010 | 28.533             | 12.312              | 9106               | 26,0                               |                             | 4030       |
| 2015 | 16.200             | –7156               | –5686              | 24,2                               |                             | 4463       |
| 2020 | 33.914             | 11.654              | 9757               | 28,5                               | 109                         | 4535       |
| 2021 | 48.812             | 26.898              | 22.604             | 27,0                               | 160                         | 4469       |
| 2022 | 46.543             | 20.799              | 15.080             | 25,8                               | 120                         | 4513       |
| 2023 | 42.923             | 16.230              | 15.220             | 25,3                               | 120                         | 4640       |

In 2023 kwam er bij de productie van 1 ton ijzererts 25 kilogram koolstofdioxide (CO2) vrij en voor de productie van deze hoeveelheid ijzererts was 165 kilowattuur aan energie nodig.

## Geschiedenis
LKAB werd in 1890 opgericht en heeft zich altijd beziggehouden met het winnen van ijzererts in het noorden van Zweden. Vanwege de zeer geïsoleerde locatie was de Ertsspoorlijn essentieel. In 1888 reed de eerste ertstrein van Malmberget naar de nieuwe ertsterminal in Luleå. In 1902 lagen alle mijnen van LKAB aan het spoor en was ook de mogelijkheid geopend om erts via Narvik af te voeren. Hjalmar Lundbohm was de eerste directeur en hij was de drijvende kracht achter het bedrijf tot zijn vertrek in 1920.
In 1903 neemt Trafikaktiebolaget Grängesberg-Oxelösund (TGO) AB Gellivare Malmfält en het dochterbedrijf LKAB over. Tijdens de Tweede Wereldoorlog was Zweden neutraal en de export van het erts ging min of meer gewoon door, ook naar Duitsland. In 1954 opende LKAB de eerste pelletfabriek in Malmberget. Drie jaar later koopt de Zweedse staat 96% van de aandelen en in 1976 worden de laatste 4% van de aandelen gekocht van TGO.

## Trivia
In 2010 werd de een miljardste ton Zweeds ijzererts die LKAB vervoerd heeft sinds de start van de activiteiten afgeleverd bij Tata Steel IJmuiden. Het staalbedrijf in IJmuiden ontvangt van LKAB al meer dan 60 jaar ijzererts.